# Crivadia, Hunedoara
Crivadia este un sat în comuna Bănița din județul Hunedoara, Transilvania, România.

## Obiective turistice
- Rezervația naturală Cheile Crivadiei (10 ha).
- Peștera Gaura Oanei

## Imagini

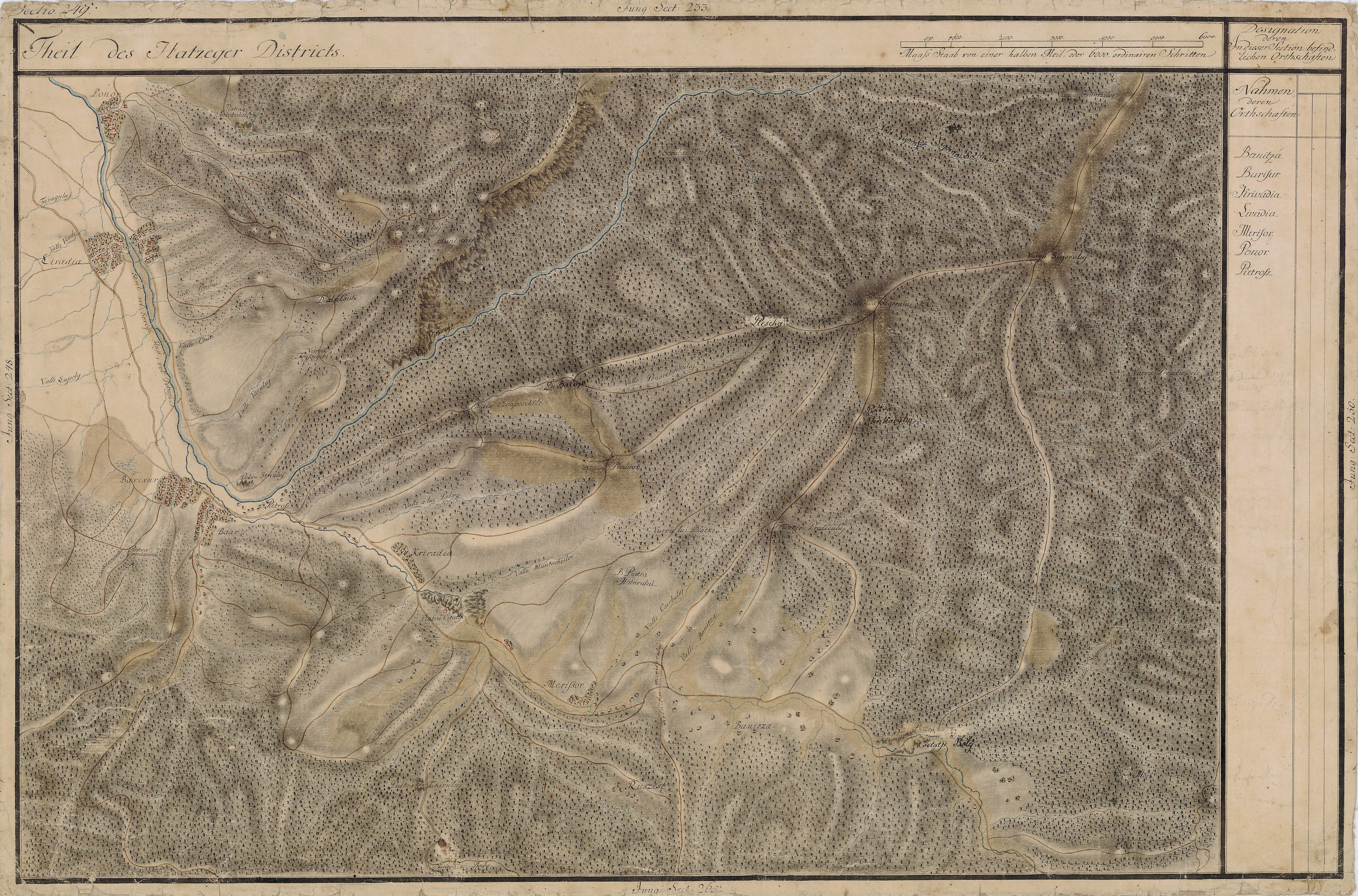
Crivadia în Harta Iosefină a Transilvaniei, 1769-1773